# Nữ thanh tra tài ba
Nữ thanh tra tài ba (tiếng Hàn: 원 더 우먼; Romaja: Won Deo Umeon, tiếng Anh: One the Woman) là một bộ phim truyền hình Hàn Quốc của đạo diễn Choi Hyeong-hun và biên kịch Kim Yoon. Với các diễn viên chính Honey Lee, Lee Sang-yoon, Jin Seo-yeon và Lee Won-geun. Bộ phim được phát sóng trên SBS TV vào 2 ngày thứ 6 và thứ 7 hằng tuần từ ngày 17 tháng 9, 2021 lúc 22:00 (KST).

## Nội dung
Phim xoay quanh cuộc sống của 2 người có ngoại hình giống hệt nhau: Jo Yeon Joo (Honey Lee) - nữ công tố viên và Kang Mi Na - con dâu gia đình tài phiệt. Sau một vụ tai nạn, Jo Yeon Joo hoán đổi thân phận cho Mi Na, nảy sinh nhiều tình huống trớ trêu. Phim dành phần lớn thời lượng khắc họa cuộc sống làm dâu nhà giàu của Mi Na. Cô kết hôn với Han Seong (Song Won Seok) - con trai út tập đoàn Hanju vì lợi ích, không có tình yêu. Cô bị các thành viên trong gia đình cô lập, bắt làm việc như người hầu. Mẹ chồng Seo Young (Na Young Hee) thường xuyên chửi, đánh và đuổi cô. Chồng ngang nhiên ngoại tình, để người thứ ba dạy đời vợ.
Mỗi ngày, Mi Na phải dậy từ 4h30 sáng để nấu ăn, mua thực phẩm cho cả nhà. Đến bữa ăn, cô không được ngồi vào bàn mà đứng phục vụ. Ngay cả quần áo cô mặc cũng được chọn sẵn. Mẹ, chị dâu và em chồng dùng tiếng Anh để nói xấu Mi Na vì cho rằng cô không hiểu. Khi cô nói tiếng Anh, họ chuyển sang tiếng Pháp. Sau tai nạn và bị hoán đổi thân phận, cô bắt đầu phản kháng khiến nhà chồng ngỡ ngàng.

## Diễn viên

### Chính
- Honey Lee vai Kang Mi-na / Jo Yeon-joo[4][5]
  - Kim Do-yeon vai Kang Mi-na / Jo Yeon-joo lúc trẻ[6]

1. Kang Mi-na: 34 tuổi, con gái út của tập đoàn Yumin và là con dâu thứ hai của tập đoàn Hanju.
2. Jo Yeon-joo: 33 tuổi, tốt nghiệp ngành luật trường Đại học Quốc gia Seoul, cô làm việc tại văn phòng công tố quận Seoul.

- Lee Sang-yoon vai Han Seung-wook[7]
  - Kim Young-hoon vai Han Seung-wook lúc trẻ

36 tuổi, Chaebol thế hệ thứ 3.
- Jin Seo-yeon vai Han Seong-hye

38 tuổi, nữ doanh nhân tài năng, cô là con gái lớn của tập đoàn Hanju và là chị chồng của Kang Mi-na.
- Lee Won-geun vai Ahn Yoo-jun[9]

32 tuổi, bạn đại học của Jo Yeon-joo, đang làm việc tại văn phòng công tố Seopyeong.

### Vai phụ

#### Gia đình tập đoàn Hanju
- Song Won-seok vai Han Seong-woon[10]

Con trai thứ hai của tập đoàn Hanju, người kết hôn với Kang Mi-na.
- Jeon Kuk-hwan vai Han Young-sik[11][12]

Chủ tịch tập đoàn Hanju, một tập đoàn hàng đầu ở Hàn Quốc. Ông là ba chồng của Kang Mi-na.
- Na Young-hee vai Seo Young-won[12]

Mẹ chồng của Kang Mi-na.
- Song Seung-ha vai Han Sung-mi[10]

Con gái út của tập đoàn Hanju Group.
- Jo Yeon-hee vai Heo Jae-hee

Con dâu cả của tập đoàn Hanju. Cô là một góa phụ.
- Shin Seo-woo vai Han Seon-woo

Con trai của Heo Jae-hee và là cháu duy nhất của tập đoàn Hanju.

#### Nhân vật xung quanh gia đình Han
- Kim Chang-wan vai Noh Hak-tae[12]
- Ye Su-jeong vai Kim Kyung-shin[12]
- Kim Bong-man vai Jeong Do-woo[10]

Bảo vệ/ trợ lý của Han Seong-hye.
- Nguyễn Thị Hương vai Trang[14]

Người giúp việc người Việt.

#### Nhân vật xung quanh Jo Yeon-joo
- Kim Won-hae vai Ryu Seung-deok

Tiền bối của Jo Yeon-joo.
- Jung In-gi vai Kang Myung-guk[15]

Cha của Jo Yeon-joo.
- Lee Gyu-bok vai Wang Pil-gyu [15]
- Jo Dal-hwan vai Choi Dae-chi[15][16]

### Khác
- Park Jeong-hwa vai Park So-yi [10][17]

Người tình của Han Seong-woon. Cô là phát thanh viên thời sự lúc 9h.
- Kim Jae-young vai Lee Bong-sik [15]
- Hwang Young-hee vai Kang Eun-hwa [11][18]

### Khách mời đặc biệt
- Kim Nam-gil vai linh mục lúc Jo Yeon-jo nằm mơ (tập 1)[19]
- Jin Seon-kyu vai người giao gà lúc Jo Yeon-jo nằm mơ (tập 1)[20]
- Sung Byung-sook vai bà của Jo Yeon-joo

## Nhạc phim

### Nhạc phim (Various Artist)
| Phát hành ngày 6 tháng 11 năm 2021 | Phát hành ngày 6 tháng 11 năm 2021 | Phát hành ngày 6 tháng 11 năm 2021 | Phát hành ngày 6 tháng 11 năm 2021 |
| STT                                | Nhan đề                            | Ca sĩ                              | Thời lượng                         |
| ---------------------------------- | ---------------------------------- | ---------------------------------- | ---------------------------------- |
| 1.                                 | "Ride a bike by guitar"            | Soulman                            | 3:39                               |
| 2.                                 | "Let me hug you"                   | Jungyup                            | 3:23                               |
| 3.                                 | "Someday"                          | Chungha                            | 3:22                               |
| 4.                                 | "Tell Me"                          | Minsu                              | 3:37                               |
| 5.                                 | "Still in my heart"                | Jo Jang-hyuk                       | 3:17                               |
| 6.                                 | "So what"                          | Kim Chang-beom                     | 2:47                               |
| 7.                                 | "Come Together"                    | Han Dong-Jun                       | 2:38                               |
| 8.                                 | "Who Am I"                         | Ma Sang-woo                        | 2:04                               |
| 9.                                 | "Dark Secret"                      | Jin Ha-di                          | 2:31                               |
| 10.                                | "Juggler"                          | Han Dong-Jun                       | 3:29                               |
| 11.                                | "Wonderous Accident"               | Kim Chang-beom                     | 2:40                               |
| 12.                                | "First Love"                       | Lee Nyeom                          | 2:15                               |
| 13.                                | "Proud Girl"                       | Kim Eui-yong                       | 1:02                               |
| 14.                                | "Harmonica Noir"                   | Park Ji-hwan                       | 2:06                               |
| 15.                                | "Burst"                            | Ma Sang-woo                        | 2:04                               |
| 16.                                | "A Long Time"                      | Kim Chang-beom                     | 3:10                               |
| 17.                                | "Heartbeat"                        | Han Dong-Jun                       | 4:57                               |
| 18.                                | "That Day"                         | Ma Sang-woo                        | 4:29                               |
| 19.                                | "An Old Joke"                      | Kim Chang-beom                     | 1:43                               |
| 20.                                | "Bully"                            | Kim Chang-beom                     | 2:21                               |
| 21.                                | "Welcome to the Strange Sea World" | Han Dong-Jun                       | 3:03                               |
| 22.                                | "Stupid Brothers"                  | Jin Ha-di                          | 1:07                               |
| 23.                                | "Another No Plan"                  | Kim Chang-beom                     | 1:58                               |
| 24.                                | "SeeSaw Swings"                    | Han Dong-Jun                       | 2:11                               |
| 25.                                | "Conspire"                         | Ma Sang-woo                        | 3:08                               |
| 26.                                | "Don't Tickle Me"                  | Han Dong-Jun                       | 3:42                               |
| 27.                                | "Table Talk"                       | Kim Chang-beom                     | 1:55                               |
| 28.                                | "Can We Just Talk"                 | Han Dong-Jun                       | 2:10                               |
| 29.                                | "Curiosity"                        | Kim Chang-beom                     | 1:33                               |
| 30.                                | "Reminisce, Missed and Love"       | Park Ji-hwan                       | 2:15                               |
| 31.                                | "Search"                           | Kim Eui-yong                       | 1:27                               |
| 32.                                | "A Prosecutor In Korea"            | Ma Sang-woo                        | 2:20                               |
| 33.                                | "Two Mind's"                       | Kim Chang-beom                     | 2:04                               |
| 34.                                | "Childhood Memory"                 | Ma Sang-woo                        | 3:17                               |
| 35.                                | "No Problem"                       | Kim Chang-beom                     | 3:24                               |
| 36.                                | "The Magic Powder"                 | Han Dong-Jun                       | 3:51                               |
| 37.                                | "One Team"                         | Ma Sang-woo                        | 1:36                               |
| 38.                                | "Destiny"                          | Jin Ha-di                          | 3:34                               |
| Tổng thời lượng:                   | Tổng thời lượng:                   | Tổng thời lượng:                   | 1:42:00                            |

### Part 1
| Phát hành ngày 24 tháng 9 năm 2021 | Phát hành ngày 24 tháng 9 năm 2021               | Phát hành ngày 24 tháng 9 năm 2021 | Phát hành ngày 24 tháng 9 năm 2021 | Phát hành ngày 24 tháng 9 năm 2021 | Phát hành ngày 24 tháng 9 năm 2021 |
| STT                                | Nhan đề                                          | Phổ lời                            | Phổ nhạc                           | Ca sĩ                              | Thời lượng                         |
| ---------------------------------- | ------------------------------------------------ | ---------------------------------- | ---------------------------------- | ---------------------------------- | ---------------------------------- |
| 1.                                 | "Ride a bike by guitar" (기타로 오토바이를 타자) | Kim Chang-wan                      | Kim Chang-wan                      | Soulman                            | 3:39                               |
| 2.                                 | "Ride a bike by guitar" (Inst.)                  |                                    | Kim Chang-wan                      |                                    | 3:44                               |
| Tổng thời lượng:                   | Tổng thời lượng:                                 | Tổng thời lượng:                   | Tổng thời lượng:                   | Tổng thời lượng:                   | 7:22                               |

### Part 2
| Phát hành ngày 1 tháng 10 năm 2021 | Phát hành ngày 1 tháng 10 năm 2021 | Phát hành ngày 1 tháng 10 năm 2021 | Phát hành ngày 1 tháng 10 năm 2021 | Phát hành ngày 1 tháng 10 năm 2021 | Phát hành ngày 1 tháng 10 năm 2021 |
| STT                                | Nhan đề                            | Phổ lời                            | Phổ nhạc                           | Ca sĩ                              | Thời lượng                         |
| ---------------------------------- | ---------------------------------- | ---------------------------------- | ---------------------------------- | ---------------------------------- | ---------------------------------- |
| 1.                                 | "Let me hug you" (안아줄게요)      | Geuneu Dike                        | Geuneu Dike                        | Jungyup                            | 3:23                               |
| 2.                                 | "Let me hug you" (Inst.)           |                                    | Geuneu Dike                        |                                    | 3:23                               |
| Tổng thời lượng:                   | Tổng thời lượng:                   | Tổng thời lượng:                   | Tổng thời lượng:                   | Tổng thời lượng:                   | 6:47                               |

### Part 3
| Phát hành ngày 15 tháng 10 năm 2021 | Phát hành ngày 15 tháng 10 năm 2021 | Phát hành ngày 15 tháng 10 năm 2021 | Phát hành ngày 15 tháng 10 năm 2021 | Phát hành ngày 15 tháng 10 năm 2021 | Phát hành ngày 15 tháng 10 năm 2021 |
| STT                                 | Nhan đề                             | Phổ lời                             | Phổ nhạc                            | Ca sĩ                               | Thời lượng                          |
| ----------------------------------- | ----------------------------------- | ----------------------------------- | ----------------------------------- | ----------------------------------- | ----------------------------------- |
| 1.                                  | "Someday"                           | CHIMMI                              | CHIMMI Atomic                       | Kim Chung-ha                        | 3:22                                |
| 2.                                  | "Someday" (Inst.)                   |                                     |                                     |                                     | 3:22                                |

## Tỉ lệ người xem
| Mùa | Mùa | Số tập | Số tập | Số tập | Số tập | Số tập | Số tập | Số tập | Số tập | Số tập | Số tập | Số tập | Số tập | Số tập | Số tập | Số tập | Số tập | Trung bình |
| Mùa | Mùa | 1      | 2      | 3      | 4      | 5      | 6      | 7      | 8      | 9      | 10     | 11     | 12     | 13     | 14     | 15     | 16     | Trung bình |
| --- | --- | ------ | ------ | ------ | ------ | ------ | ------ | ------ | ------ | ------ | ------ | ------ | ------ | ------ | ------ | ------ | ------ | ---------- |
|     | 1   | 1.509  | 1.304  | 2.562  | 2.538  | 2.498  | 2.483  | 2.857  | 2.598  | 2.624  | 2.673  | 2.507  | 2.331  | 3.013  | 2.976  | 3.055  | 3.235  | 2.547      |

| Ep. | Ngày phát sóng       | Tỷ lệ người xem trung bình | Tỷ lệ người xem trung bình | Tỷ lệ người xem trung bình |
| Ep. | Ngày phát sóng       | Nielsen Korea              | Nielsen Korea              | TNmS                       |
| Ep. | Ngày phát sóng       | Toàn quốc                  | Seoul                      | Toàn quốc                  |
| --- | -------------------- | -------------------------- | -------------------------- | -------------------------- |
| 1 | 17 tháng 9 năm 2021  | 8.2% (5th)                 | 9.0% (4th)                 | 8.1% (5th)                 |
| 2 | 18 tháng 9 năm 2021  | 7.1% (7th)                 | 8.0% (5th)                 | 7.0% (6th)                 |
| 3 | 24 tháng 9 năm 2021  | 12.7% (3rd)                | 13.2% (3rd)                | 10.6% (3rd)                |
| 4 | 25 tháng 9 năm 2021  | 12.6% (2nd)                | 12.7% (2nd)                | 10.8% (2nd)                |
| 5 | 1 tháng 10 năm 2021  | 13.4% (3rd)                | 14.6% (4th)                | 11.2% (3rd)                |
| 6 | 2 tháng 10 năm 2021  | 13.0% (2nd)                | 13.1% (2nd)                | 10.8% (2nd)                |
| 7 | 8 tháng 10 năm 2021  | 15.0% (2nd)                | 15.7% (1st)                | 12.5% (2nd)                |
| 8 | 9 tháng 10 năm 2021  | 13.5% (2nd)                | 13.9% (2nd)                | 11.5% (2nd)                |
| 9 | 15 tháng 10 năm 2021 | 14.0% (2nd)                | 15.1% (1st)                | 11.2% (3rd)                |
| 10 | 16 tháng 10 năm 2021 | 13.3% (2nd)                | 14.1% (2nd)                | 11.2% (2nd)                |
| 11 | 22 tháng 10 năm 2021 | 14.0% (2nd)                | 14.5% (1st)                | 11.6% (3rd)                |
| 12 | 23 tháng 10 năm 2021 | 12.5% (2nd)                | 13.4% (2nd)                | 10.1% (2nd)                |
| 13 | 29 tháng 10 năm 2021 | 16.0% (2nd)                | 16.9% (1st)                | 13.2% (3rd)                |
| 14 | 30 tháng 10 năm 2021 | 16.9% (2nd)                | 17.7% (2nd)                | 13.8% (2nd)                |
| 15 | 5 tháng 11 năm 2021  | 16.7% (1st)                | 17.2% (1st)                | 13.5% (2nd)                |
| 16 | 6 tháng 11 năm 2021  | 17.8% (2nd)                | 18.5% (2nd)                | 15.4% (2nd)                |
| Trung bình | Trung bình           | 13.54%                     | 14.22%                     | 11.41%                     |
| - Trong bảng trên đây, số màu xanh biểu thị cho tỷ lệ người xem thấp nhất và số màu đỏ biểu thị cho tỷ lệ người xem cao nhất. - NR biểu thị bộ phim này không được xếp hạng trên 20 chương trình hàng đầu mỗi ngày được phát sóng cùng ngày. - N/A biểu thị đánh giá không rõ. |                      |                            |                            |                            |